# NGC 1561
NGC 1561 je galaksija u zviježđu Eridanu.

## Vanjske poveznice
- SEDS: NGC 1561